# 克爾山 (帕爾默地)
克爾山（英語：Mount Curl），是南極洲的山峰，位於帕爾默地，處於加特林峰東北面7公里，屬於韋爾奇山脈的一部分，在1974年由美國地質調查局繪入地圖，現時由南極條約體系管理。